# Приблуда, Абрам Соломонович
Абра́м Соломо́нович (Аврум Шлёпа-Менделевич) Приблу́да (1900, Балта — 1978, Москва) — советский еврейский языковед-ономаст, историк и библиограф, юрист (специалист в сфере кооперативного и налогового права). Писал на идише и русском языке.

## Биография
Родился в 1900 году в Балте, в семье рабочего-переплетчика, мать была прачкой. В пятилетнем возрасте пережил погром, во время которого была убита его бабушка.
Учиться начал в хедере, затем поступил в казённое еврейское училище, которое окончил в 1912 году с похвальным листом и наградой за отличные успехи в учении. В том же году пытался поступить в гимназию, но не был принят из-за своего еврейского происхождения. Тем не менее спустя два года (в 1914 году) сдал экстерном экзамены за три класса гимназии и был принят учеником в четвёртый класс. Окончил гимназию в 1919 году с золотой медалью и поступил на исторический факультет Киевского университета, а затем перевелся на исторический факультет университета в Одессе. Однако в 1920 году Одесский университет был временно закрыт, и А. С. Приблуда вернулся к родителям в Балту. Позднее он все же сумел получить высшее образование (в 1923 году закончил Одесский институт народного хозяйства, получив диплом юриста и экономиста) и до выхода на пенсию работал юрисконсультом, специализировавшимся по хозяйственному праву — сначала в Одессе, а после Великой Отечественной войны — в Москве, где занимал должность главного арбитра в Министерстве средств связи. Он автор нескольких книг по хозяйственно-правовой тематике.

## Работы по еврейской истории и ономастике
После выхода на пенсию А. С. Приблуда вернулся к интересам своей юности — занялся исследованиями по еврейской истории и филологии. Первые статьи были напечатаны в советском журнале «Советиш Геймланд» на языке идиш в 1968-м году. За десять лет, до смерти в 1978-м году, им было опубликовано около 300 статей — в основном, по таким темам, как «евреи в российском революционном движении», «евреи в Великой Отечественной войне», а также по еврейской ономастике. В частности, им был составлен первый сравнительно подробный список евреев-Героев Советского Союза (121 фамилия, список опубликован в № 5 журнала «Советиш Геймланд» за 1970 год, с дополнением из ещё 12-ти фамилий в № 8 за тот же год). Но наиболее значительным вкладом А. С. Приблуды в еврейскую историографию и филологию были публикации по истории еврейских фамилий. Цикл статей по еврейской ономастике, опубликованных в «Советиш Геймланд», был издан (на идише) в качестве приложения к этому журналу. Из материалов этих публикаций он планировал создать монографию «Имена и фамилии евреев», и к моменту своей смерти успел почти полностью завершить её подготовку. Однако публикация книги на русском языке на такую тему в СССР была невозможна, даже если бы кто-то взял на себя труд по редакторской обработке этих материалов. Тем не менее следует отметить, что в вышедшей через год после смерти А. С. Приблуды в издательстве «Русский язык» книге «Справочник личных имен народов РСФСР» содержится раздел о еврейских именах, подготовленный А. С. Приблудой. Частично материалы незавершенной книги «Имена и фамилии евреев» были опубликованы в Израиле в сборнике «Имя твое» (Иерусалим, 1993) под заголовком «Фамилии евреев СССР». Кроме того, несколько статей были опубликованы при жизни А. С. Приблуды в академических изданиях, в частности, в «Антропонимике» Института языкознания АН СССР и журнале Краковского университета «Ономастика».
Первая же статья Приблуды, опубликованная в «Советиш Геймланд», была перепечатана в парижской еврейской газете «Найе Пресе». Последующие статьи также были перепечатаны в различных еврейских изданиях Франции, Польши, США и Канады. После этого, уже получив известность, А. С. Приблуда сам стал посылать свои статьи для публикации за рубежом, без согласования с «компетентными органами». Это привело к конфликту с главным редактором «Советиш Геймланд», Ароном Вергелисом, в результате чего статьи Приблуды перестали печатать в этом журнале.

## Книги
- Компетенция совнархоза и его отраслевых управлений. Москва: Государственное издательство юридической литературы, 1960.
- Правовые вопросы организации и деятельности совнархоза (с Ц. А. Ямпольской и А. В. Лужиным). Москва: Издательство АН СССР, 1961.
- Правовые вопросы планирования промышленности в СССР (с Г. А. Ивановым, В. В. Лаптевым, Г. И. Хайдасом, Ю. С. Циммерманом). Москва: Наука, 1964.
- Плановые органы в СССР (с П. И. Ивановым). Москва: Экономика, 1967.
- Еврейские имена. В книге «Справочник личных имен народов РСФСР». Москва: Русский язык, 1979.
- צו דער געשיכטע פֿון ייִדישע פֿאַמיליִע-נעמען (цу дэр гешихтэ фун йидише фамилие-нэмэн — к истории еврейских фамилий). Библиотека журнала «Советиш геймланд». Москва: Советский писатель, 1987.